# Municipio de Harriet-Lien
El municipio de Harriet-Lien (en inglés: Harriet-Lien Township) es un municipio ubicado en el condado de Burleigh en el estado estadounidense de Dakota del Norte. En el año 2010 tenía una población de 67 habitantes y una densidad poblacional de 0,36 personas por km².

## Geografía
El municipio de Harriet-Lien se encuentra ubicado en las coordenadas 47°4′31″N 100°11′16″O / 47.07528, -100.18778. Según la Oficina del Censo de los Estados Unidos, el municipio tiene una superficie total de 186.26 km², de la cual 178,57 km² corresponden a tierra firme y (4,13 %) 7,69 km² es agua.

## Demografía
Según el censo de 2010, había 67 personas residiendo en el municipio de Harriet-Lien. La densidad de población era de 0,36 hab./km². De los 67 habitantes, el municipio de Harriet-Lien estaba compuesto por el 97,01 % blancos y el 2,99 % eran de una mezcla de razas. Del total de la población el 0 % eran hispanos o latinos de cualquier raza.